# John Abernethy (anatomista)
John Abernethy (Perth, 3 aprile 1764 – Enfield, 20 aprile 1831) è stato un anatomista e chirurgo britannico.
Nipote del teologo presbiteriano John Abernethy, fu allievo di John Hunter, del quale divulgò l'operazione per la cura degli aneurismi.

## Opere
- 1831 – Surgical and physiological works (4 volumi)